# Capela Nossa Senhora da Ajuda
A Capela de Nossa Senhora da Ajuda ou Capela da Ajuda é uma igreja católica apostólica romana do século XVII localizada em Cachoeira, Bahia. É a primeira igreja construída em Cachoeira, como parte da plantação de açúcar da família Adorno e foi o ponto de origem da Irmandade de Nossa Senhora da Ajuda. A capela atrai um grande número de peregrinos devotos de Nossa Senhora da Ajuda. A capela foi tombada pelo Instituto Nacional do Patrimônio Histórico e Artístico (IPHAN) em 1939.

## História
Álvaro Rodrigues Celestino Adorno, filho de Antônio Dias Adorno, construiu uma capela sobre uma colina em homenagem a Nossa Senhora do Rosário, entre 1595 e 1606. João Rodrigues Adorno, bisneto e herdeiro das propriedades de Álvaro Adorno, reconstruiu a igreja entre 1673 e 1687. A capela foi reconstruída usando pedra e cal. O padre Miguel de Araújo Adorno, filho de João R. Adorno, celebrou a primeira missa da nova capela em outubro de 1686, aparentemente antes de sua conclusão. A igreja tornou-se associada à Fraternidade de São Pedro dos Clérigos nesse período; a extinção da ordem provocou o abandono da igreja. Músicos da Irmandade de Nossa Senhora da Ajuda visitaram a igreja em 1872 e se associaram à igreja.

## Estrutura

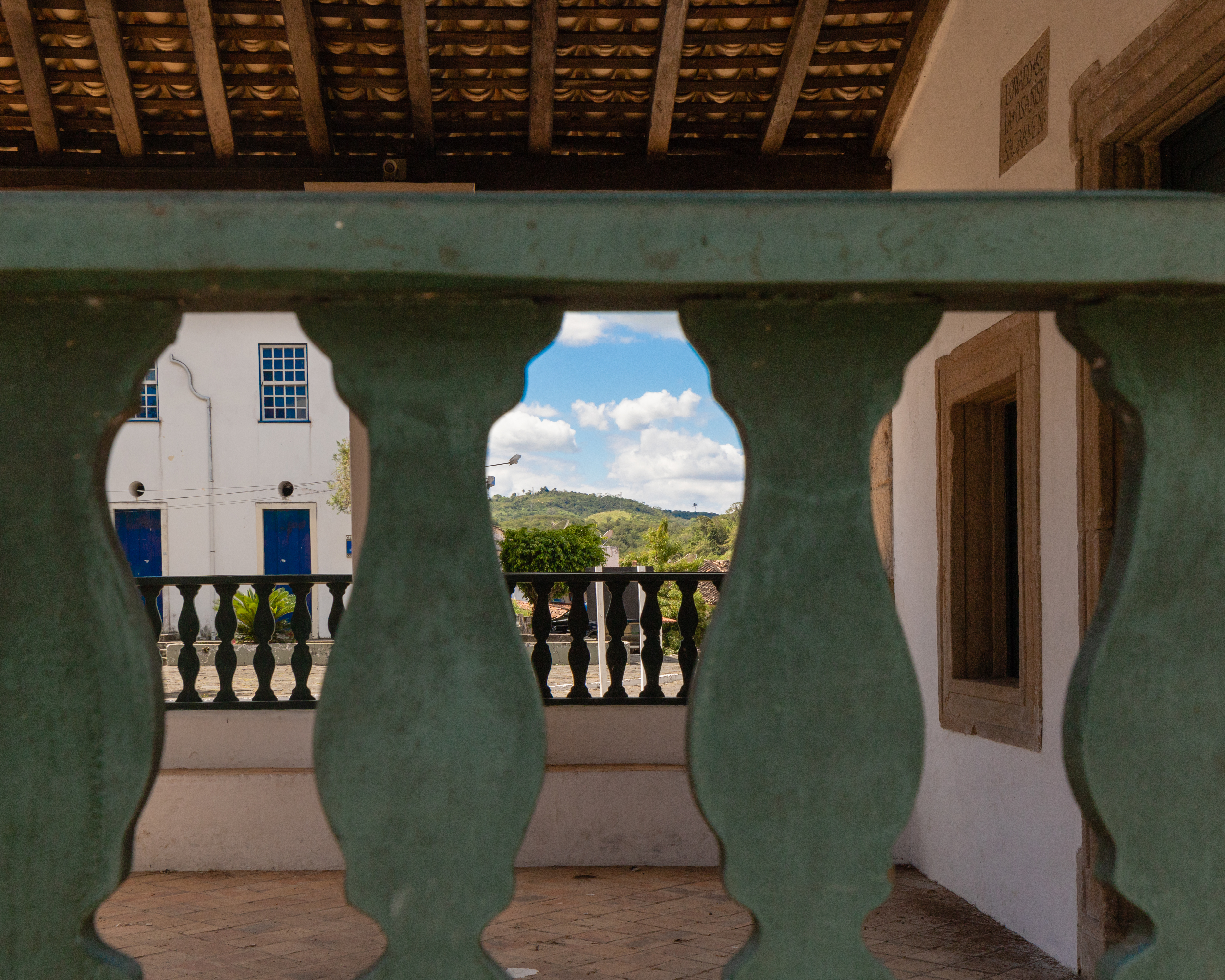
Detalhe de terraço.

A Capela de Nossa Senhora da Ajuda é notável na Bahia pela simplicidade de sua construção e proporções. Consiste em nave, capela-mor, sacristia, alpendre e torre sineira. O telhado da igreja é de dois tipos: um telhado de duas linhas sobre a nave e uma cúpula de tijoleira sobre a capela-mor. A capela é conhecida por sua varanda, coberta por um telhado inclinado e cercada por uma grade de madeira; a varanda era uma vez uma sala fechada para a igreja. Capelas com um pórtico desse tipo na Bahia são encontradas apenas em igrejas construídas nos séculos XVI e XVII; seu desenho se assemelha ao da Capela de Nossa Senhora da Escada em Salvador e ao da Capela de São José do Jenipapo em Castro Alves. O portal da igreja é acessado a partir da varanda e tem uma janela baixa de cada lado.
Duas janelas de coro e um óculo ficam sobre a varanda. A igreja é ladeada por uma pequena torre sineira piramidal com telhado de zinco, cuja construção é posterior. O interior da capela tem imagens de São Francisco de Assis, São Bento, Santa Lúcia, São Caetano (São Caetano) e São Pedro. O púlpito tem em cima uma escada de pedra.

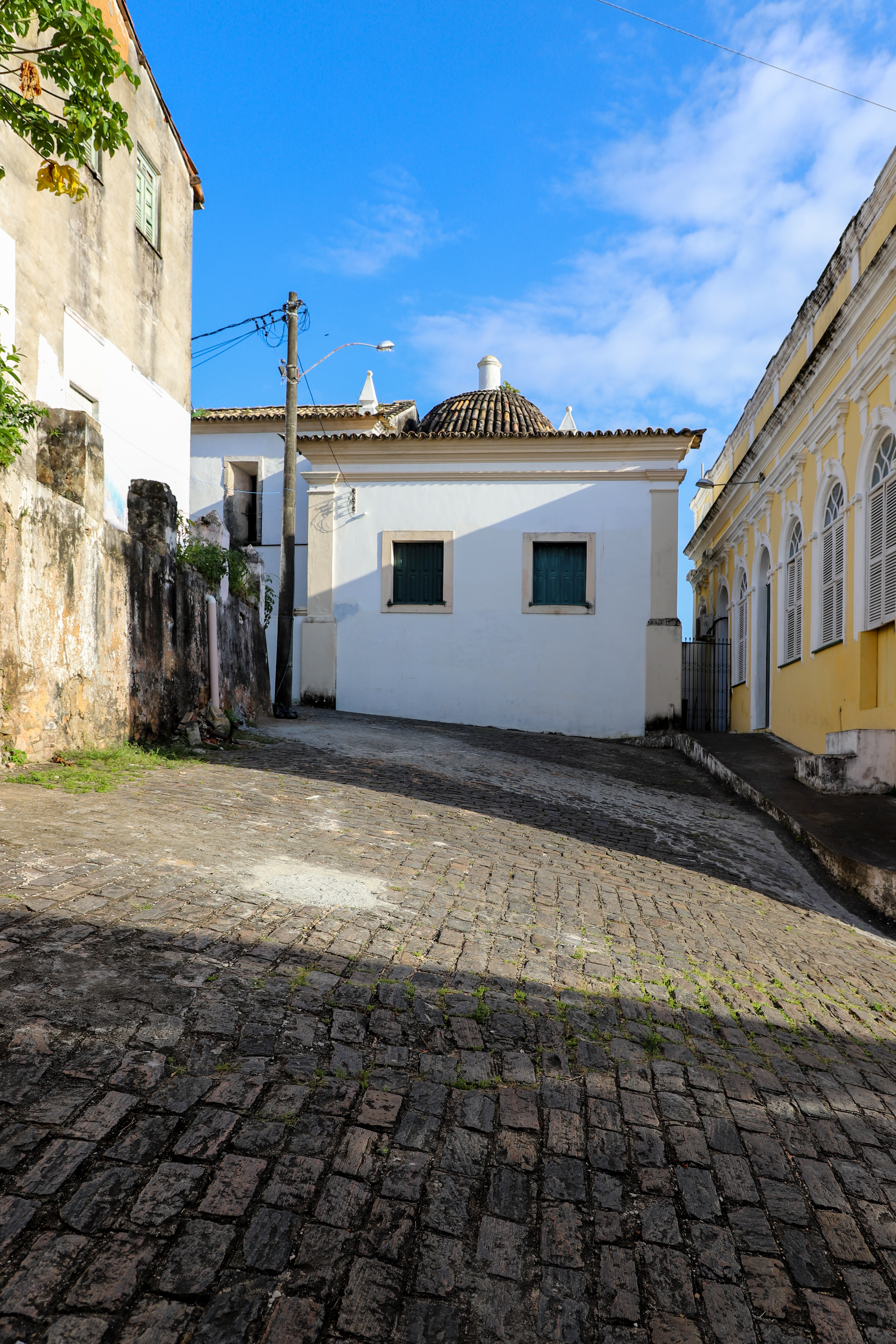
Fundos da igreja

## Localização
A Capela de Nossa Senhora da Ajuda fica no topo de uma colina em Cachoeira e é ladeada por três ruas íngremes. Seu frontispício está voltado para o oeste em direção ao rio Paraguaçu. A capela faz parte de um complexo de numerosos sobrados do engenho de açúcar da família Adorno. A Igreja Paroquial de Nossa Senhora do Rosário, muito maior, foi concluída na base da Ladeira da Ajuda no início do século XVIII.

## Tombamento
A Capela de Nossa Senhora da Ajuda foi tombada como uma estrutura histórica pelo Instituto Nacional do Patrimônio Histórico e Artístico em 1939. Tanto a estrutura quanto seu conteúdo foram incluídos na diretiva IPHAN sob a inscrição número 198.